# Región natural Cordillera de La Costa
Hace unos 80 millones de años, al norte de Venezuela empezó a elevarse la serranía del Litoral, que cuenta en la actualidad con cumbres que sobrepasan los 2.000 m de altitud. Otro proceso tectónico más reciente determinó el surgimiento de la serranía del Interior creando, hace unos 12 millones de años, el perfil básico de esta zona, llamada por los que intentan clasificar las regiones de Venezuela: Cordillera Central.
Estos procesos dieron lugar a depresiones de gran magnitud que, matizadas por el acarreo de materiales definen la cuenca del lago de Valencia y los valles del Tuy, Caracas, Aragua y Barlovento con sus numerosos ríos de diverso caudal. Las serranías aún se elevan lentamente y las fuerzas tectónicas se expresan periódicamente en sismos de variada intensidad, sacudiendo este complejo mosaico geológico.
El fenómeno tectónico que dio origen a la cuenca de Cariaco separó a la cordillera de la Costa de Venezuela, de tal manera que hoy puede hablarse del sistema central y separadamente del sistema oriental. Ambos tienen similitud geológica que los emparenta incluso con el norte de la isla de Trinidad. La cordillera Central se trata de una formación montañosa similar a la del centro, aunque con alturas menores.

## Límites

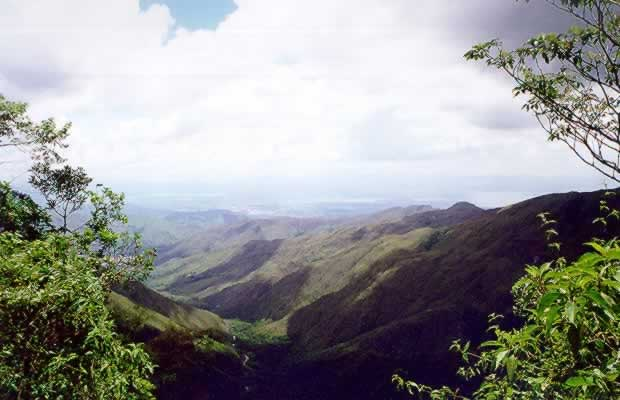
Parque nacional Henri Pittier, cordillera Central.

Esta compleja región es dividida en ocasiones en cordillera Central y cordillera Oriental, constituye las elevaciones ubicadas al norte del país, concentrando a los estados: Parte de Yaracuy, Lara, el norte de Cojedes y Guárico, Miranda, Carabobo, Aragua, Dtto. Capital,  vargas, el norte de Estado Anzoátegui y Sucre.
La cordillera Central se extiende a lo largo de la costa septentrional hasta la depresión del río Unare en el Este, alcanzando su punto más alto en el pico Naiguatá a 2.765 m s. n. m. En su punto más bajo, el límite coincide con la cota de los 250 m. y antes de conectarse con la región de los andes, al oeste. En el sur, se solapa por la corrección de los Llanos y al norte se cierra con el borde de la línea de la costa actual
en Venezuela de 1491